# Theodor Hirsch

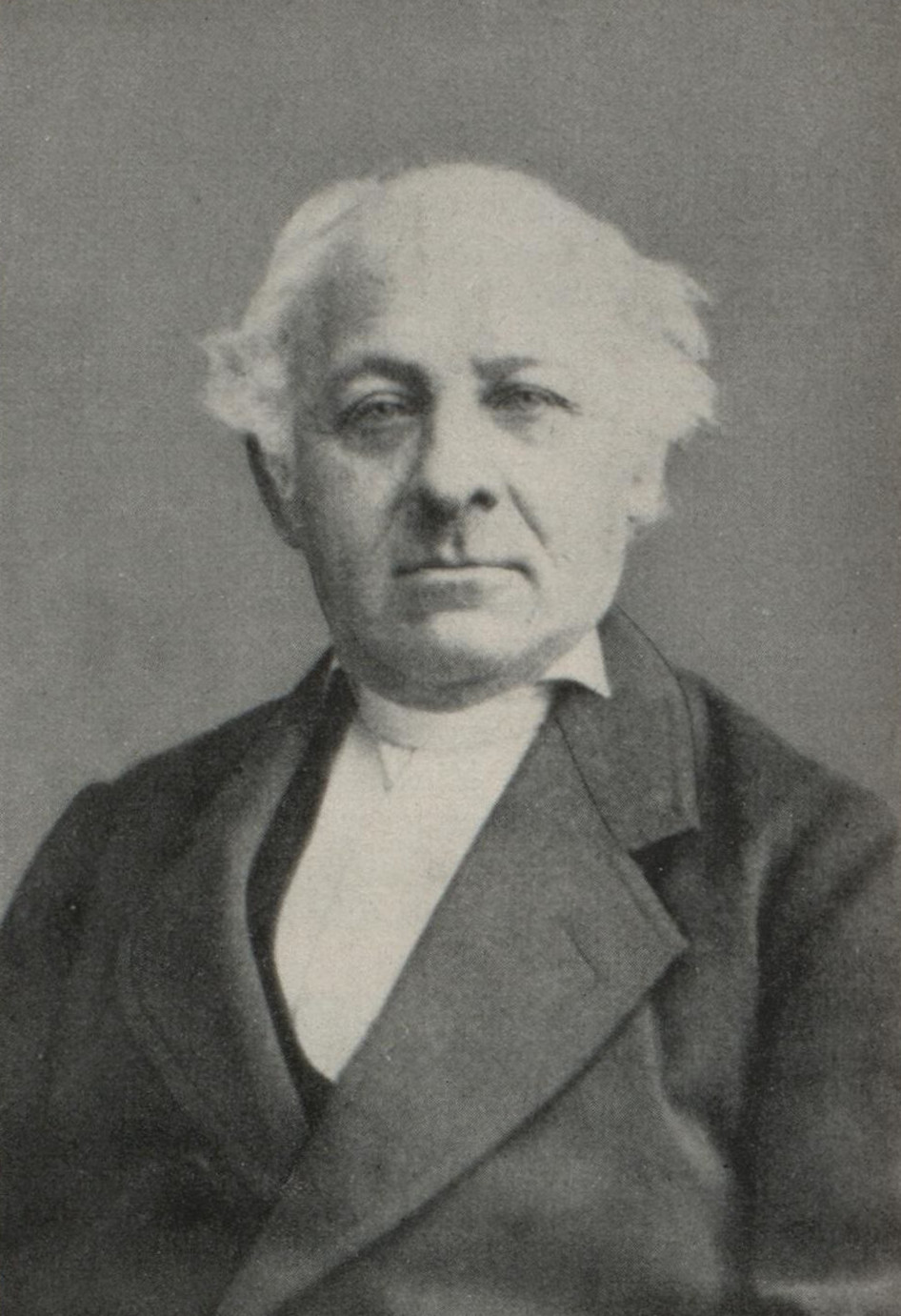
Theodor Hirsch

Theodor Hirsch (* 17. Dezember 1806 in Alt Schottland bei Danzig; † 17. Februar 1881 in Greifswald) war ein deutscher Historiker.

## Leben
Theodor Hirsch, Vetter des Historikers Siegfried Hirsch, studierte an der Berliner Universität Theologie, Geschichte und Geographie, war dann Lehrer am Friedrich-Wilhelm-Gymnasium in Berlin und wurde 1833 an das Gymnasium in Danzig berufen, an dem er 32 Jahre den Unterricht im Fach Geschichte leitete.
Neben seinem Lehramt widmete er sich besonders der Geschichte seiner Vaterstadt, deren Behörde ihm 1850 die Neuordnung und Verwaltung des Stadtarchivs übertrug.
Außer zahlreichen Arbeiten über einzelne Institute Danzigs (die Marienkirche, das Gymnasium, den Artushof), über die Nachbarklöster Oliva und Zuckau, über den Handelsverkehr Danzigs mit den italienischen Staaten im 16. Jahrhundert etc. schrieb er besonders die von der Jablonowskischen Gesellschaft gekrönte Schrift Danzigs Handels- und Gewerbegeschichte unter der Herrschaft des Deutschen Ordens (Leipzig 1858) und verband sich 1860 mit Ernst Strehlke und Max Toeppen zur Herausgabe der Scriptores rerum Prussicarum (Leipzig: Hirzel, 1861–1874, Bd. 1–5). Von den Urkunden und Aktenstücken zur Geschichte des Großen Kurfürsten gab er 1880 einen Band heraus.
1865 wurde er als ordentlicher Professor für Geschichte an die Universität Greifswald berufen, wo er zugleich als Direktor der Kgl. Universitätsbibliothek tätig war und neben der preußischen auch die Alte Geschichte behandelte. Dort stritt er sich wiederholt mit Karl August Friedrich Pertz und starb später an einem Schlaganfall.
Sein Sohn Ferdinand Hirsch wurde Historiker und Gymnasiallehrer.

## Schriften (Auswahl)
- Geschichte des academischen Gymnasiums in Danzig. Danzig (1837) (Volltext).
- Der Prediger Pancratius. Ein Beitrag zur Reformationsgeschichte Danzigs. Danzig 1842 (Volltext).
- Die Ober-Pfarrkirche von St. Marien in Danzig in ihren Denkmälern. Band 1, Danzig 1843 (Digitalisat, Volltext).
- Das Kloster Oliva. Ein Beitrag zur Geschichte der Westpreußischen Kunstbauten. Danzig 1850 (Volltext).
- Danzigs Handels- und Gewerbsgeschichte unter der Herrschaft des Deutschen Ordens. Leipzig 1858 (344 Seiten, preisgekrönte Abhandlung, nachgedruckt 1969).
- Über den Ursprung der Preußischen Artushöfe. In: Zeitschrift für Preußische Geschichte und Landeskunde. Band 1, Heft 1, Berlin 1864, S. 3–32 (Volltext).
- Geschichte des Karthauser Kreises bis zum Aufhören der Ordensherrschaft. In: Zeitschrift des Westpreußischen Geschichts-Vereins. Heft 6, 1882, S. 1–148 (Volltext).

Als Koautor
- mit Friedrich August Voßberg: Caspar Weinreich’s Danziger Chronik. Ein Beitrag zur Geschichte Danzigs, der Lande Preussen und Polen, des Hansabundes und der nordischen Reiche. Berlin 1855 (Digitalisat).